# Stibochiona nicea
Stibochiona nicea is een vlinder uit de familie van de Nymphalidae. De wetenschappelijke naam van de soort is voor het eerst geldig gepubliceerd in 1846 door Gray.